# Ángel Rodríguez de Prada
Ángel Rodríguez de Prada (Cobreros, Zamora, 25 de febrero de 1859 - Aldaz, Navarra, 21 de octubre de 1935) fue un sacerdote, astrónomo, matemático, físico, meteorólogo e inventor español.
Perteneciente a la Orden de San Agustín desarrolló su labor educativa, científica y divulgadora en el seno de los agustinos.

## Biografía
Profesó de monje agustino en el Colegio de Valladolid en 1878, cuando comenzó los estudios de Filosofía y la carrera sacerdotal. En 1880 continuó sus estudios en el Monasterio de Santa María de la Vid, donde creó la primera estación meteorológica y realizó sus primeras observaciones astronómicas. Fue ordenado presbítero por el Obispo de Osma en 1884. Tras completar el tercer año de Filosofía y los tres primeros cursos de Teología y Derecho Canónico y ya siendo sacerdote, se incorporó al Monasterio de San Lorenzo de El Escorial. Regido por los agustinos, en él terminó la carrera eclesiástica y continuó con los estudios de Ciencias Físico Matemáticas. Se doctoró en la Universidad Central de Madrid en 1892, con la especialidad de Astronomía.
Ejerció como profesor en el Real Colegio de Alfonso XII y en el de Estudios Superiores de María Cristina, también en El Escorial.
En 1896 y como rector del Colegio de Guernica, organizó la construcción del observatorio meteorológico con la colaboración de la Diputación de Guipúzcoa y el Ayuntamiento de Ondárroa. El Papa León XIII lo nombró director del Observatorio Astronómico Vaticano (Specola vaticana), cargo que ostentó durante siete años (1898-1905). En 1898, ya en Roma, le dieron el título de maestro en Teología. Durante su labor como astrónomo y meteorólogo fue muy conocido en la sociedad científica por sus teorías acerca de la previsión del tiempo, los estudios sobre la presión atmosférica, eclipses, tablas y catálogos fotográficos estelares y otros fenómenos meteorológicos.
Fue nombrado Superior de los Agustinos en Polonia (1910-13), residiendo en Cracovia. En 1916 volvió como Rector al Colegio de Guernica, hasta 1920 cuando se retiró al convento de las agustinas de Aldaz (Navarra), con el cargo de capellán, donde murió el 21 de octubre de 1935, con setenta y seis años.
Publicó numerosos trabajos científicos sobre astronomía y meteorología en la revista La Ciudad de Dios, y en otras revistas, en español, italiano y francés. Inventó varios dispositivos, como por ejemplo un procedimiento para evitar el choque de trenes, y publicó varios libros. En 1914 estudió la carta astral que hizo el médico, matemático y astrónomo alemán Matías Haco sobre el nacimiento de Felipe II según dos libros de la Biblioteca Real.
Fue miembro de la Sociedad Astronómica francesa desde 1893, de la Sociedad Agrícola de Palencia, y desde 1910 de la Asociación Española para el Progreso de las Ciencias. Fue elegido en ésta Vicepresidente de la Sección de Astronomía en el Congreso de la Exposición de Valencia en 1910, y del celebrado en Valladolid en 1915.

## Obras
- Catalogo fotográfico stellare, zona Vaticana (da + 55.0 a + 65.0), 1903.
- Communication Scientifique sur une hypothèse Sur la circulation cyclonique de l'atmosphère dans l'hemisphère boréal, Imp. du Vatican, 1902.
- Elementos de matemáticas, 1896.
- La creación del mundo según San Agustín, intérprete del Génesis, Madrid: Marceliano Tabarés, impresor, 1906.
- Con José Galbis y Rodríguez, Meteorología dinámica. Instrucciones para el servicio meteorológico, Impr. de la Viuda é Hija de Gómez Fuentenebro, 1902
- R.M. María de los Dolores de Jesús..., 1934
- Meteorología dinámica (un solo capítulo), 1902.
- El libro manual de los Hermanos Legos y de las Hermanas de Velo Blanco de la Orden Agustiniana, Viuda de S. Ochoa, 1928
- La religiosa en soledad, Salamanca 1897; es una adaptación para religiosas de los Ejercicios del P. Chiesa.